# 石榴石
石榴石（英語：Garnet），是一組在青銅時代已經使用為寶石及研磨料（Abrasive）的矽酸鹽礦物。常見的石榴石為紅色，目前發現的系種類顏色廣闊，足以涵蓋全顏色光譜。
石榴石並非單一種礦物，而是一整個礦物群，該礦物群中的礦物皆有相似的物理性質和結晶形態，但每一種的化學成分都不一樣，其中包含了，分別為鎂鋁榴石（Pyrope）、鐵鋁榴石（Almandine）、錳鋁榴石（Spessartite）、鈣鐵榴石（Andradite）、鈣錳鋁榴石（Spessartine）、鈣鋁榴石（Grossular，變種有沙弗來石（tsavorite）及肉桂石（hessonite）及鈣鉻榴石（Uvarovite）。
石榴石礦物群中有兩個固溶體系列：
1. 紅榴石-鐵鋁榴石-錳鋁榴石
2. 鈣鉻榴石-鈣鋁榴石-鈣鐵榴石

## 字源
石榴石一詞源自14世紀的中古英語單字gernet，從古法語grnate借用，意思是「深紅色」，另外此字源自於拉丁語granatus，而這個字源為granum，意指「穀物，種子」。另有研究認為是源於石榴（Punica granatumme、la granatum、pomum granatum），這種植物的果實含有豐富且鮮豔的紅色種子皮（假種皮），一些石榴石晶體其形狀、大小和顏色與石榴相似。石榴石系列其中一種俗稱肉桂石的「Hessonite」在印度文學中被稱為「gomed」，是構成「Navaratna」的9顆吠陀占星寶石之一。

## 物理性質

### 光學性質
不同種類的石榴石有很多不同的顏色，包括紅、橙、黃、綠、藍、紫、棕、黑、粉紅及透明。其中最罕見的藍石榴石，於1990年代後期在馬達加斯加貝基利（Bekily）首先被發現。此外在美國部分地區、俄羅斯及土耳其亦有其蹤影。因為高釩含量的關係（約為1 wt.% V2O3），它的顏色在白熱光（incandescent）下會由藍綠色轉為紫色。部分其他種類的石榴石都有轉色的性質。在日光下，它們的顏色類別有綠、米黃色、棕、灰及藍色；但在白熱光下，它們會出現淡紅、帶紫或粉紅色。因為它們的轉色特性，此種石榴石常被錯認為金綠玉（Chrysoberyl）。各種石榴石的光波傳輸性質由有寶石質素的透明樣品至工業用的不透明研磨料都有。礦物的光澤可以分類為玻璃及樹脂類。

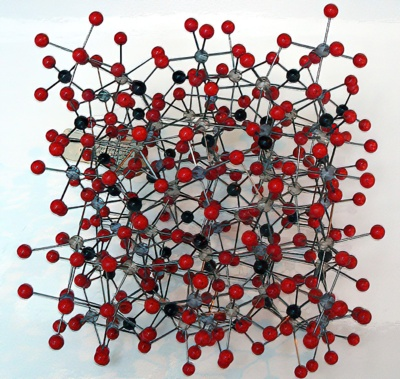
石榴石分子模型。

### 晶體結構
石榴石是通用化學式為X3Y2(SiO4)3的矽酸鹽礦物（Silicate minerals）。X的地方通常被二價（divalent）的正離子（Ca2+, Mg2+, Fe2+）佔據，而Y的地方被三價的正離子（Al3+, Fe3+, Cr3+）佔據，配合一個正八面體或由[SiO4]4−提供的四面體框架。石榴石的正十二面體結晶習慣（crystal habit）最常被發現，但亦常見有偏方三八面體（trapezohedron）的晶癖（注意此處的"偏方三八面體"在主要的礦物文獻會稱為立體幾何中的鳶形二十四面體（Deltoidal icositetrahedron））。石榴石的結晶屬於等軸晶系，也就是晶格有三個同等長度的軸並互相垂直。石榴石並不會出現解理（Cleavage），所以當它們在壓力下破裂時會產生明顯的不規則小塊。

### 硬度
因為不同種類的石榴石化學成分變化很大，有部分種類的原子化學鍵比其他的強力。因此這些礦物群展示出的硬度範圍會由約6.5至7.5摩氏硬度不等。當中較硬的種類如鐵鋁榴石常被用作研磨料用途。

## 石榴石端元種類群

#### 鐵鋁榴石

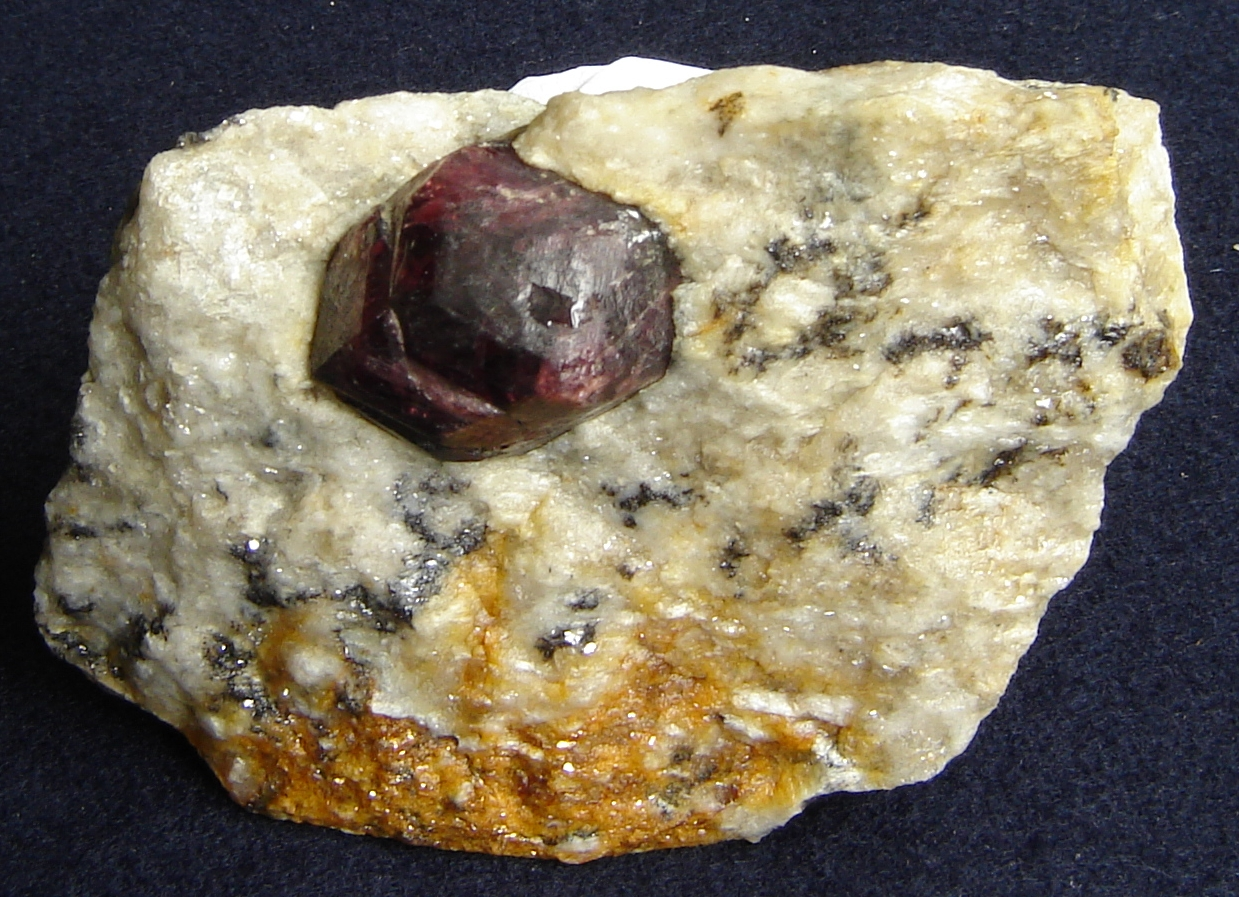
在片麻岩的鐵鋁榴石

鐵鋁榴石，是一種現代稱為紅寶石（carbuncle，雖然此名稱過去泛指所有的紅色寶石）的礦物。紅寶石英文"carbuncle"源於拉丁文，其意為"活炭"或"燃燒中的炭"。鐵鋁石榴子石英文"Almandine"是小亞細亞地區阿拉班達（Alabanda）的訛用，而那處在古代正是切割紅寶石的地點。鐵鋁榴石化學式為Fe3Al2(SiO4)3，深紅色的透明礦物晶體常被稱為珍貴的石榴石而作為寶石，而它亦是最常見的石榴石。鐵鋁榴石在如雲母、片岩等變質岩產生，同時亦會附在礦物上如十字石（staurolite）、藍晶石（kyanite）、紅柱石（andalusite）及其他。鐵鋁榴石的綽號有"東方石榴石"、"鐵鋁榴石紅寶石"、及"紅寶石"。

#### 鎂鋁榴石
鎂鋁榴石又稱紅榴石（來自希臘文pyrōpós，其意為"火眼"）是顏色以紅色占大多數，化學式為Mg3Al2(SiO4)3，鎂的位置可以由鈣及二價鐵取代。鎂鋁榴石的顏色範圍由深紅至差不多黑色。透明鎂鋁榴石會被用作寶石。
來自北卡羅萊納州梅肯縣鎂鋁榴石的種類是紫紅色的，被稱為玫瑰榴石（rhodolite），英文源自希臘文，意義為"玫瑰"。為鐵鋁榴石-鎂鋁榴石系列(Almandine-Pyrope series)之礦物。
鎂鋁榴石有很多商標例如來自捷克的"波希米亞石榴石"（Bohemian garnet），有部分商標為誤稱（misnomer）如"好望角紅寶石"（Cape ruby）、"亞利桑那紅寶石"（Arizona ruby）、"加利福尼亞紅寶石"（California ruby）、"洛磯山紅寶石"（Rocky Mountain ruby）。其他有趣的發現有來自馬達加斯加轉為藍色的石榴石，是鎂鋁榴石及錳鋁榴石的固溶體。其藍色不是如藍寶石在減弱日光下的藍，而是間中可以在尖晶石見到的懷舊灰藍色及綠藍色。但在白色發光二極管的光下它的顏色轉變為最佳的矢車菊藍藍寶石，或是D區的丹泉石（tanzanite），其原因是藍色石榴石有吸收發射光的黃色成分的性質。
鎂鋁榴石是高壓岩石的指標性礦物。一些在地幔中產生的岩石如橄欖岩及榴輝岩（eclogite），它們含有的石榴石通常會含有一些鎂鋁榴石種類。

#### 錳鋁榴石

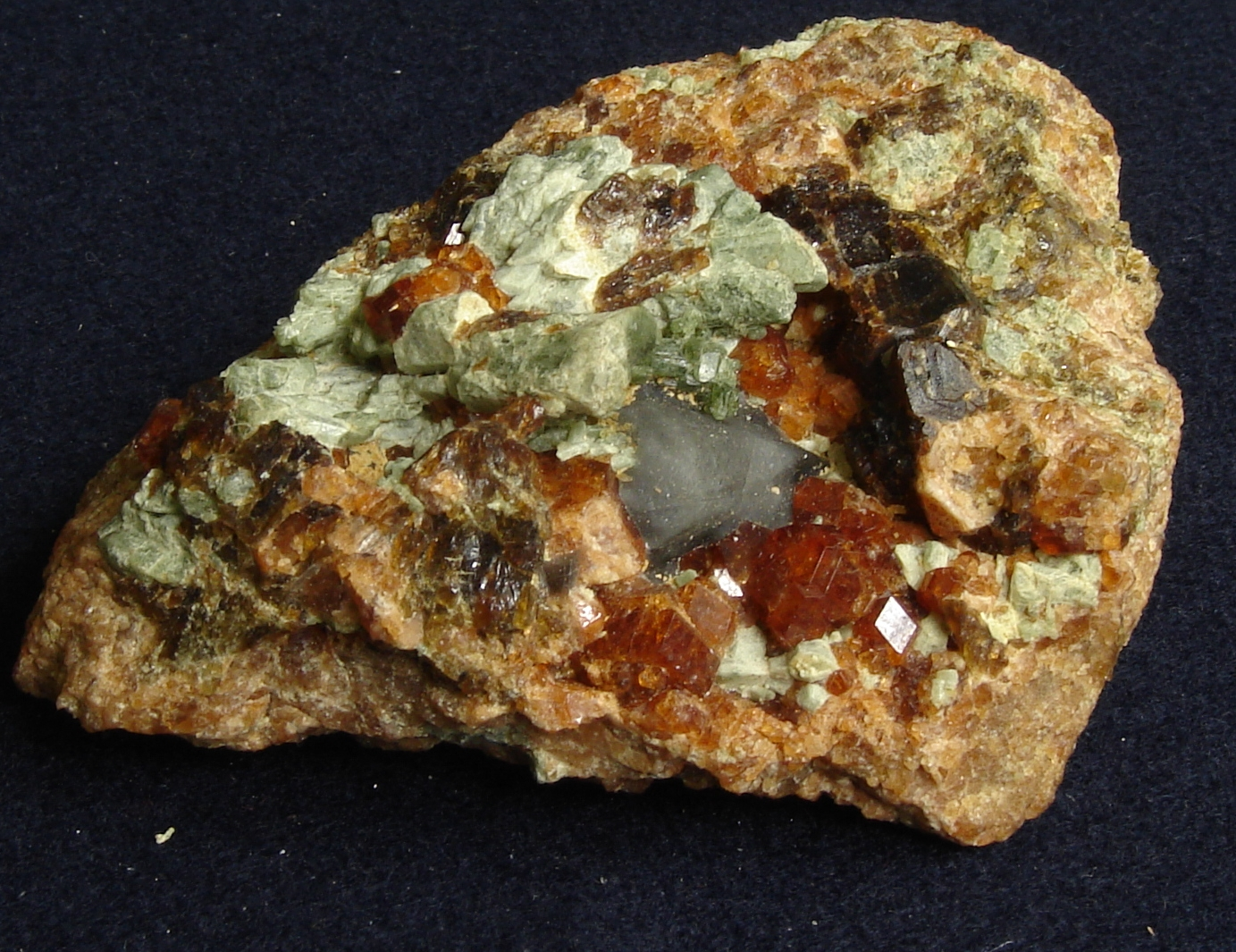
錳鋁榴石（黃色礦物）

錳鋁榴石，化學式為Mn3Al2(SiO4)3。其英文名"Spessartine"源自巴伐利亞的施佩萨特山（Spessart）。它們通常在花崗岩偉晶岩及其關聯性岩石，或是部分低品質的變質千枚岩中產生。有漂亮橙黃色的錳鋁榴石可以在馬達加斯加發現，即馬達加斯加石榴石（Mandarin garnet）。紫紅色的錳鋁榴石可以在科羅拉多州及緬因州的流紋岩發現。

### 鈣榴石 - 鈣位於X的位置
- 鈣鐵榴石：Ca3Fe2(SiO4)3
- 鈣鋁榴石：Ca3Al2(SiO4)3
- 鈣鉻榴石：Ca3Cr2(SiO4)3

#### 鈣鐵榴石
鈣鐵榴石，化學式為Ca3Fe2(SiO4)3，依據不同化學成分可以是紅、黃、棕、綠或黑色。已確認的種類有黃或綠色的黃榴石（topazolite），綠色的翠榴石（demantoid）及黑色的黑榴石（melanite）。鈣鐵榴石可以在深處的火成岩例如正長岩、蛇紋石（serpentines）、片岩及結晶石灰岩中發現。翠榴石曾因為其產地而被稱為"烏拉的祖母綠"，亦是其中一種最有價值的石榴石。黃榴石是鈣鐵榴石金黃色的變種而黑榴石則是其黑色的變種。

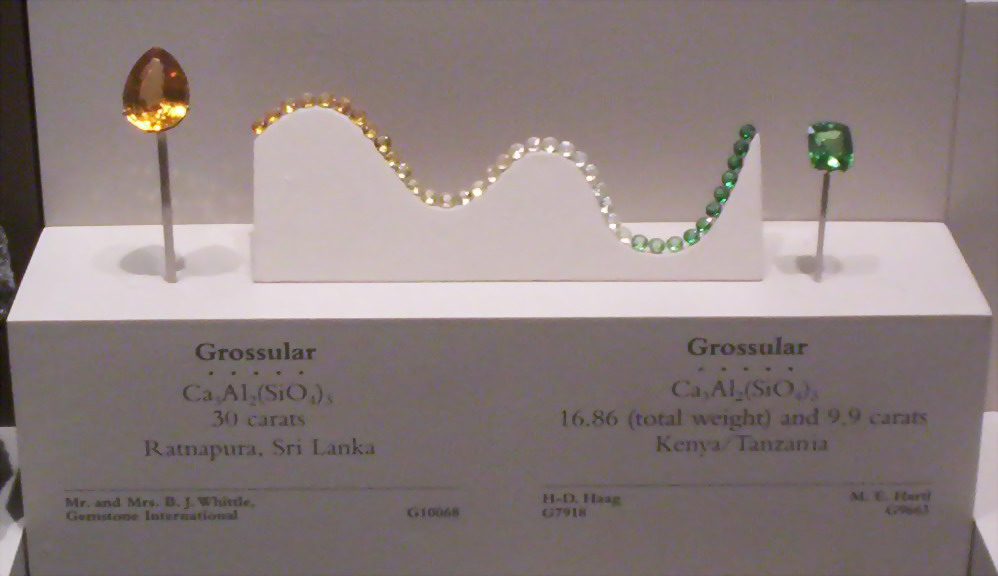
鈣鋁榴石在美國國立自然歷史博物館（National Museum of Natural History）展出。

#### 鈣鋁榴石
鈣鋁榴石化學式為Ca3Al2(SiO4)3，雖然鈣位置可以被二價鐵取代而鋁的位置則可以由三價鐵取代。鈣鋁榴石英文名稱"Grossular"來自醋栗（gooseberry）的植物學名"grossularia"，其原因在於在西伯利亞發現由以上成分組成的綠色石榴石。其他顏色有肉桂棕（肉桂石變種）、紅及黃色。因為它與有相似黃色的鋯石有比較差的硬度，它的另一英文名稱為"hessonite"，來自希臘文，意思為低等的。鈣鋁榴石可以在已經變質的石灰岩與符山石（vesuvianite）、透輝石（diopside）、矽灰石（wollastonite）及方柱石（wernerite）的接觸面發現。其中一種最引起關注的變種是產自肯亞及坦桑尼亞的純淨綠色鈣鋁榴石稱為沙弗來石。此石榴石在1960年代肯亞沙弗（Tsavo）地區發現，而同時亦以此地命名。

#### 鈣鉻榴石
鈣鉻榴石化學式為Ca3Cr2(SiO4)3。它是一種罕見的鮮亮綠色石榴石，通常以細小結晶狀與橄欖岩、蛇紋岩、慶伯利岩中的鉻鐵礦一起發現。它在俄羅斯烏拉山脈及芬蘭奧托昆普（Outokumpu）的大理岩結晶及片岩發現。

#### 鎂鉻榴石
鎂鉻榴石化學式為Mg3Cr2(SiO4)3。純正端元（endmember）的鎂鉻榴石永不會在自然界出現。鎂鉻榴石只會在高壓下產生，並常在慶伯利岩中發現。它被用作測試鑽石是否存在的一個指標礦物。

## 合成石榴石
人工合成的石榴石多含有天然石榴石中含量極少或不存在的稀土元素，因此又稱稀土石榴石。除了被當作人造寶石外，也廣泛用於雷射介質、磁性材料和光學儀器等方面。
- 釔鐵榴石（yttrium iron garnet, YIG），化學式為Y3Fe2(FeO4)3，五個三價鐵離子佔據兩個正八面體及三個四面體的位置，而三價釔離子被八個氧離子排列成一個不規則立方體。兩個鐵離子的位置顯出不同的自旋，產生磁性。釔是一個有550 K居里溫度的亞鐵磁性（Ferrimagnetism）物質。如果把稀土金屬取代個別位置，特別的性質例如磁性將會產生。釔鐵石榴石因為其磁性及磁光性質而應用在微波及光學通訊儀器上[16]。
- 釓鎵榴石（gadolinium gallium garnet, GGG），化學式為Gd3Ga2(GaO4)3，合成後可以用作磁泡記憶（Magnetic bubble memory）[17]。
- 鋱鎵榴石（terbium gallium garnet, TGG），化學式為Tb
3Ga
5O
12，是一種法拉第旋轉器（英语：Faraday rotator）材料，具有出色的透明度，且非常耐雷射破壞。鋱鎵石榴石還可應用在雷射系統的光學隔離器、光纖系統的光學循環器（英语：Optical circulator）等。
- 釔鋁榴石（yttrium aluminium garnet, YAG），化學式為Y3Al2(AlO4)3，被化學合成後作寶石用途。當塗上釹（Nd3+）後，釔鋁石榴石會被用為Nd-YAG激光器（Nd-YAG laser）的激活激光媒質（Active laser medium）[18]。
- 鎦鋁榴石（lutetium aluminium garnet, LuAG），化學式為Al
5Lu
3O
12，主要用於高功率雷射裝置，還可用於合成透明陶瓷（英语：Transparent ceramics）。

## 歷史
石榴石在銅器時代已經成為十分普遍的寶石，當時古埃及人亦會以石榴石美化他們的服飾。前4世紀古希臘已經有以石榴石裝飾的手鐲。在1842年法國奧布省Pouan發現的寶藏（Treasure of Pouan）中，發現石榴石與一個5世紀日爾曼人戰士的骸骨一同埋葬。在英國萊斯特郡發現了一個5世紀的黃金石榴石吊飾。在一個6世紀的法蘭克人墓穴中，發現了一個以石榴石裝飾的夾髮針（Hairpin）。在16世紀，石榴石被認為可以保護心臟免受毒素及瘟疫影響。在文藝復興至維多利亞時代由波希米亞出產的紅榴石為當時石榴石主要來源，而在19世紀後期，以石榴石裝飾的手鐲及胸針（brooches）特別普遍。

## 傳說
石榴石在《聖經》故事的傳說中擔當了一角，有說法稱挪亞方舟正是用石榴石照明。另外，有說法認為石榴石是古以色列人第一位大祭司（High priest）亞倫所佩帶的彩色胸兜（Hoshen）的十二顆寶石之一，代表猶大支派（Tribe of Judah）。希臘神話中，哈底斯在交還珀耳塞福涅時給她吃下石榴籽，令她必須在一定時間內回到冥界。因此石榴石代表了忠誠、真實及堅貞。另外亦有石榴石在《古蘭經》中照亮了第四個天堂的說法。

## 石榴石在地質學上的重要性

### 岩石溫度的變化歷史
石榴石群是利用岩石圈熱動力學去理解很多火成岩及變質岩起源的一個關鍵礦物。石榴石中的元素擴散速度與其他礦物相較之下較為緩慢，而且石榴石亦相對能夠抵抗交代作用（metasomatism）。所以個別能夠保存其內部複合帶的石榴石會被用來理解其身處岩石的溫度變化歷史。而一些沒有複合帶的石榴石則會被理解為因為擴散而導致單一化，而因為以上影響而單一化的情況亦可以用來推測身處岩石溫度的變化歷史。

### 變質岩形成時的壓力強度

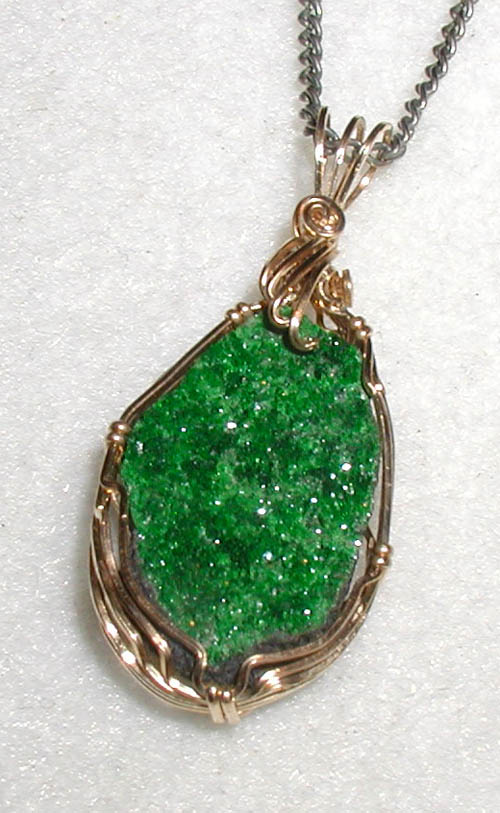
由鈣鉻榴石製作的垂飾，一個罕見的鮮綠色石榴石。

石榴石在分析岩石的變質情況亦有其功用。例如榴輝岩可以被定義為有玄武岩成分的岩石，但主要由石榴石及綠輝石（omphacite）構成。含有紅榴石成分較多的石榴石只可以在相對高壓的變質岩產生，例如在地殼的底層及地幔中的岩石。橄欖岩可能含有斜長石（Plagioclase），或是含豐富鋁的尖晶石，或是含豐富紅榴石的石榴石，三種礦物都同時存在的話確認了一個令橄欖石（Peridot）及輝石礦物平衡的壓力溫度帶。以上三種礦物是以它們在橄欖岩礦物集合物中，在壓力增加的情況下，以其穩定性來排列。所以石榴橄欖岩只可能在地殼深處產生。石榴橄欖岩的捕虏岩（Xenolith）由慶伯利岩從100km或更深處被帶上來，而由捕虜岩碎片中包含的石榴石則會用作鑽石勘探（prospecting）中慶伯利岩的指標礦物。在300至400km及更深處，輝石成分因為（Mg,Fe）及Si取代了在石榴石的正八面體（Y）位置的2Al而溶入石榴石中，製造出一個矽含量不尋常地高的石榴石，並有作為鎂鐵榴石的固溶體性質。此高矽含量的石榴石被確認包含在鑽石中。

## 石榴石的用途
- 與高壓水混合後，石榴石在水刀切割（Water jet cutter）中被用作切割鋼及其他物料[32]。
- 在美國它是一月的誕生石（birthstone）[2]。
- 它是結婚紀念日兩週年的寶石[33]。
- 它是康涅狄格州的州礦物（state mineral）[34]。
- 它亦是代表紐約的寶石[35]。

## 参看
- 地质学
- 矿物
- 宝石
- 喷砂